# Italia Reale
Italia Reale - Stella e Corona è un partito politico italiano di orientamento monarchico fondato nel 1972 come Alleanza Monarchica dai settori del Partito Democratico Italiano di Unità Monarchica (PDIUM) contrari alla decisione assunta dal partito di confluire nel Movimento Sociale Italiano - Destra Nazionale di Giorgio Almirante, ritenendo incompatibili i principi monarchici con l'eredità politica del fascismo.

## Storia

### Il passato
La storia politica dei monarchici nasce in seguito al referendum istituzionale del 1946, quando i sostenitori della monarchia si riunirono nell'Unione Monarchica Italiana, che promossero la costituzione - di lì a poco - del Partito Democratico Italiano (PDI), di chiara ispirazione monarchica.
Dopo poco tempo i monarchici fondarono il Partito Nazionale Monarchico (PNM), guidato da Alfredo Covelli. Il PNM ottenne il suo maggior successo nel 1953, conquistando 56 seggi in Parlamento. Le successive evoluzioni del pensiero monarchico si concretizzarono nella nascita del Partito Monarchico Popolare (PMP) e del già citato Partito Democratico Italiano di Unità Monarchica (PDIUM).

### No alla svolta missina
Il movimento di Alleanza Monarchica Italiana nacque nel 1972, in opposizione alla scelta del PDIUM di confluire nel Movimento Sociale Italiano, il partito di estrema destra, ritenuto l'erede politico del fascismo e, soprattutto, della Repubblica Sociale Italiana costituita da Mussolini in contrapposizione al "Regno del Sud" di Vittorio Emanuele III, esperienze storiche considerate negative dai monarchici "dissidenti".
L'AMI continuò a utilizzare, per la diffusione delle notizie, lo storico giornale monarchico "Italia Reale" e cominciò a organizzarsi in alcune città italiane, cercando di rafforzare la propria consistenza soprattutto all'indomani della morte in esilio dell'ex re Umberto II.
Al contrario, la morte di quest'ultimo, avvenuta nel 1983, rappresentò un duro colpo per i monarchici italiani.

### Nasce l'Alleanza Nazionale Monarchica
In seguito all'unificazione con altri movimenti monarchici (Fert e UMI), nel 1993 il movimento muta denominazione in Alleanza Nazionale Monarchica.
Tuttavia, dopo la nascita del partito di Alleanza Nazionale, proprio da un'evoluzione del MSI, si decide di assumere la denominazione di "Alleanza Monarchica - Stella e Corona", in seguito Italia Reale - Stella e Corona.
Il suo segretario nazionale è Massimo Mallucci; il presidente nazionale è Roberto Vittucci Righini, mentre il segretario del movimento giovanile "Stella e Corona - giovani" è attualmente Paolo Ricciardi.

### Italia Reale - Stella e Corona oggi
Il partito conta oggi circa 3 600 iscritti. Nel 2013, alle elezioni comunali nella capitale, la sigla prese 618 voti, corrispondenti allo 0,06%.
Alle elezioni amministrative del 2016 Italia Reale - Stella e Corona si presenta con proprie liste nelle province di Lecco (a Montevecchia, dove raccoglie il 3% dei consensi) e di Pavia (a Zenevredo, dove raccoglie il 6% dei consensi e tre seggi in consiglio comunale) e ha suoi candidati a Roma, Caserta e Torino.
Alle elezioni politiche del 2018 si presenta in cinque circoscrizioni costituendo con la Democrazia Cristiana e l'Associazione Nazionale Democratici Liberali una lista comune di stampo monarchico e liberale ("Blocco Nazionale per le Libertà"), raccogliendo 3.628 voti (0,01% a livello nazionale).
Alle elezioni politiche del 2022 Italia Reale partecipa a una lista comune con il movimento Destre Unite, che si presenta nella sola circoscrizione senatoriale dell'Emilia-Romagna.

## Ideologia
I riferimenti valoriali sono riconducibili ad una monarchia parlamentare, espressione di Casa Savoia. Nella questione dinastica sostiene Emanuele Filiberto di Savoia.
Il partito ritiene che i loro esponenti, ricoprendo comunque ruoli fondamentalmente cerimoniali, possano rappresentare con maggiore efficacia il "simbolo vivente" dell'Unità Nazionale, rispetto a un Presidente della Repubblica periodicamente eletto dal Parlamento.

## Risultati elettorali
| Elezione       | Elezione | Voti   | %    | Seggi   |
| -------------- | -------- | ------ | ---- | ------- |
| Politiche 1983 | Camera   | 13 573 | 0,04 | 0 / 630 |
| Politiche 2018 | Camera   | 3 628  | 0,01 | 0 / 630 |
| 1. 2.          |          |        |      |         |